# 邊緣人 (漫畫)
《邊緣人 ～教你製作情婦的方法～》 （日语：フリンジマン～～愛人の作り方教えます）為東京電視台2017年播出的電視劇，由板尾創路、大東駿介、淵上泰史、森田甘路、東幹久、村松利史等人主演，於2017年10月7日首播。

## 情婦聯盟規章
1. 四人之間彼此不能有私人隱藏的秘密。
2. 四人要為彼此找情婦的行動上全力支援。
3. 四人的情報絕對不能向其他人洩漏。
4. 禁止愛上情婦或被情婦所愛上。

## 演員列表

### 主要人物
| 角色                      | 演員     | 介紹 |
| 井伏真澄                  | 板尾創路 | 職業為出版社員工，但在出軌界被稱為「教授」，22歲就擁有第一個情婦，最高紀錄是同時擁有11個情婦，是「製作」情婦的高手，主張面對情婦時，不可放入愛情。                            |
| 田齊治                    | 大東駿介 | 職業為上班族，與妻子不睦，在公司擔任主任職務，想要情婦。 |
| 満島由紀夫                | 淵上泰史 | 職業為出版社編輯，喜好棒球，想要情婦。 |
| 坂田安吾                  | 森田甘路 | 職業為打工族，在影片出租店打工，田齊治和満島由紀夫的高中同學，想要情婦。高中時因女友被籃球校隊隊員搶走，並於其前接吻，因此得到「恐女症」。                                    |
| 江戸川雷人 (バズ・コック) | 東幹久   | 職業是廚師，經營料理教室。但在出軌界被稱呼為「Buzz cook」或「毒針料理人」，常常設下「毒蜜陷阱」陷害想報復的人。由於其母親被井伏真澄「製作」成其情婦，因此對井伏真澄存有恨意。 |
| 北原謙三                  | 村松利史 | 麻將店「北」的老闆。 |

### 其他周遭人物
| 角色       | 演員       | 介紹                                                 |
| 田斉美知子 | 渡邊舞     | 田斉治的妻子                                         |
| 林田真理   | 上地春奈   | 坂田安吾打工的店的老闆。                             |
| 西村加奈   | 川﨑珠莉   | 麻將店「北」的服務生。                               |
| 満子       | 里内伽奈   | 坂田安吾打工的店的同事。                             |
| 菜々       | 川崎美海   | 満島由紀夫在出版社的下屬，負責傳遞文件給満島由紀夫。 |
| 絵梨       | 永井すみれ | 田齊治的女下屬。                                     |

### 客串

#### 第一集
| 角色     | 演員     | 介紹 |
| 山口詠美 | 筧美和子 | 田齊治的女下屬，公司中有很多人想追，但田齊治想將她變成自己的情婦。承認自己過去因長相緣故，曾經拍攝AV成人電影，最後因田齊治的緣故而面對自己並與父母和好。 |

#### 第二集
| 角色     | 演員     | 介紹                                                                                         |
| 宮部ゆき | 壇蜜     | 井伏真澄的情婦之一；被井伏真澄要求其回答田齊治、満島由紀夫和坂田安吾等人對於情婦相關的問題。 |
| タツヤ   | 一之瀨亘 | 山口詠美前男友。                                                                             |

#### 第三集、第四集
| 角色               | 演員 | 介紹 |
| 兩集無新人物出場。 |      |      |

#### 第五集
| 角色     | 演員       | 介紹                                                                                           |
| 江口香   | 岸明日香   | 酒店女公關，満島由紀夫想將其變成自己的情婦。                                                   |
| 川上美惠 | 佐津川愛美 | 商業大樓的櫃台接待小姐，満島由紀夫想將其變成自己的情婦，然而卻發現川上美惠不僅離過婚且有小孩。 |

#### 第六集
| 角色     | 演員     | 介紹                                                                                         |
| 矢村美紗 | 安達祐實 | 井伏真澄的情婦之一；被井伏真澄要求其回答田齊治、満島由紀夫和坂田安吾等人對於情婦相關的問題。 |

#### 第七集
| 角色               | 演員 | 介紹 |
| 本集無新人物出場。 |      |      |

#### 第八集
| 角色     | 演員     | 介紹 |
| 綿貫リサ | 小倉優香 | 大學生，熱音社成員。坂田安吾想將其變成自己的情婦，對於成為演員有憧憬，井伏真澄利用此特點，將坂田安吾的恐女症治療成功。 |
| 齊藤司   | 齊藤司   | 知名笑星，被井伏真澄利用來誘引綿貫リサ。                                                                               |

#### 第九集
| 角色               | 演員 | 介紹 |
| 本集無新人物出場。 |      |      |

#### 第十集
| 角色       | 演員     | 介紹 |
| 桐野夏美   | MEGUMI   | 江戸川雷人的情婦，常常前往麻將店「北」替江戸川雷人蒐集消息，麻將技術非常好，常常贏錢。 最後反叛，因而幫助井伏真澄擊敗江戸川雷人。 |
| 阿川久利栖 | 板野友美 | 前往料理教室學廚藝的千金，實際上為江戸川雷人的情婦兼得力左右手，料理教室學員之一。                                                |

## 主題曲
- PassCode　《bite　the　bullet》（UNIVERSAL MUSIC JAPAN）。

## 收視率
紅色表示為該年度最高收視率，藍色則表示為該年度最低收視率。
| 集数     | 播出日期   | 標題 | 製作人     | 導演     |
| -------- | ---------- | ---- | ---------- | -------- |
| 第一集   | 2017-10-08 |      | 根本非翟   | 久万真路 |
| 第二集   | 2017-10-15 |      | 根本非翟   | 久万真路 |
| 第三集   | 2017-10-22 |      | 根本非翟   | 久万真路 |
| 第四集   | 2017-10-29 |      | 根本非翟   | 久万真路 |
| 第五集   | 2017-11-05 |      | 根守口悠介 | 二宮崇   |
| 第六集   | 2017-11-12 |      | 根守口悠介 | 二宮崇   |
| 第七集   | 2017-11-19 |      | 根守口悠介 | 二宮崇   |
| 第八集   | 2017-11-26 |      | 根本非翟   | 二宮崇   |
| 第九集   | 2017-12-03 |      | 根本非翟   | 二宮崇   |
| 第十集   | 2017-12-10 |      | 根本非翟   | 中里洋一 |
| 第十一集 | 2017-12-17 |      | 根本非翟   | 久万真路 |
| 第十二集 | 2017-12-24 |      | 根本非翟   | 久万真路 |

## 備註
1. ↑  第一至四集均有出現

## 外部連結
- 官方網站 （页面存档备份，存于）（日語）
- 邊緣人的X（前Twitter） （日語）